# Ginger Minj
Ginger Minj é o nome artístico e alter-ego de Joshua Eads-Brown, (Leesburg, FL - 11 de setembro de 1984), uma drag queen, cantor, ator e performer americano, que ganhou uma grande notoriedade ao participar e ter chegado a final da 7.ª temporada do reality show RuPaul's Drag Race perdendo para Violet Chachki, da famosa drag queen Rupaul.
Durante a juventude, Joshua começou a trabalhar como ator em uma série de filmes e livros cristãos de fita, onde acabou ganhado o prêmio de "Melhor Ator do estado da Flórida", em 2002. Foi durante esse período que ele acabou sendo influenciado por artistas como Carol Burnett e Lucille Ball. Ginger começou a performar sua drag queen nas proximidades de Orlando, lugar onde vive hoje. Ela é conhecida pela sua boa comédia, ganhou em 2012 o título de "Rainha da comedia Nacional 2012" e "Senhorita Gay dos Estados Unidos” em 2013. O termo "Ginger Minj" significa vagina de uma mulher de cabelos vermelhos na gíria britânica.
Em 7 de dezembro de 2015, ela foi anunciada como uma das participantes da 7.ª temporada do reality show RuPaul's Drag Race. Durante o o programa, Ginger se destacou como sendo uma das participantes que mais venceram os desafios semanais.[carece de fontes?] Após o programa sua agenda cresceu bastante, com shows marcados até mesmo fora dos Estados Unidos.Ela também deu inicio a sua carreira musical, lançando em 1 de junho de 2015 o seu primeiro videoclipe, “Ooh Lala Lala”, referente a faixa que estará no álbum de estreia da Minj, que ainda não tem nome ou data de lançamento prevista.

## Discografia

### Músicas
| Título          | Ano  | Álbum           | Ref.  |
| --------------- | ---- | --------------- | ----- |
| “Ooh Lala Lala” | 2015 | (Sem definição) | [ 4 ] |

### Outras Participações
| Título                       | Ano  | Álbum              | Ref.  |
| ---------------------------- | ---- | ------------------ | ----- |
| "Let the Music Play"(Rupaul) | 2015 | CoverGurlz2 (2015) | [ 5 ] |

## Filmografia

### Televisão
| Ano  | Título                        | Papel                    | Notas                      | Ref.  |
| ---- | ----------------------------- | ------------------------ | -------------------------- | ----- |
| 2015 | RuPaul's Drag Race            | Ela mesma (participante) | 7.ª temporada - Runner-Up  | [ 2 ] |
| 2016 | RuPaul's Drag Race: All Stars | Ela mesma (participante) | 2ª Temporada - 8ª Colocada |       |

### Web serie
| Ano  | Título   | Papel                    | Notas                           | Ref.  |
| ---- | -------- | ------------------------ | ------------------------------- | ----- |
| 2015 | Untucked | Ela mesma (participante) | Web serie de RuPaul's Drag Race | [ 6 ] |